# Julija Wiktorowna Rostowzewa
Julija Wiktorowna Rostowzewa, vorher Julija Dykanjuk (russisch Юлия Викторовна Ростовцева, geborene Дыканюк; * 24. Juli 1972; † 1. November 2007 in Krasnojarsk) war eine russische Biathletin.
Julija Rostowzewa begann unter ihrem Geburtsnamen Dykanjuk im Alter von dreizehn Jahren mit dem Biathlon, um ihre anfällige Gesundheit zu stabilisieren und als Ausgleich zu ihrer musikalischen Ausbildung. Sie wurde in der Saison 1997/98 Gesamteuropacupsiegerin im Biathlon vor Steffi Kindt und Janet Klein. 1998 gewann sie auch die russische Meisterschaft. Aufgrund dieser Erfolge wurde ihr der Titel Meister des Sports der internationalen Klasse verliehen.
Im Jahr 2000 heiratete sie den Biathleten Pawel Rostowzew, den sie 1994 kennengelernt hatte. Ihr erster gemeinsamer Sohn kam 2000 zur Welt. Im Jahr 2006 folgte ihr zweiter Sohn. 2003 beendete Rostowzewa gemeinsam mit ihrem Ehemann Pawel ihr Fernstudium am Wladimirer Juristischen Institut des Innenministeriums Russlands, davor hatte sie bereits ein Musikstudium abgeschlossen. Rostowzewa starb am 1. November 2007 im Alter von 35 Jahren in ihrem Heimatort Krasnojarsk an einem Krebsleiden.